# 胞族
胞族是氏族与部落的中间环节，由几个有共同祖先或者被认为有共同祖先的氏族组成，并且由几个胞族组成部落。在传说中，胞族往往是由一个祖先氏族分裂而成的。
有些部落没有胞族这个中间环节，直接由氏族组成部落。
胞族作为中间环节，其内部凝聚力不如部落和氏族强，人们往往强调自己的氏族和部落而忽略胞族。
有的胞族成员部落之间可以相互通婚，有的则不可以。如古希腊的胞族内（氏族外）可以通婚，而在易洛魁的胞族里则不可以。